# Conjecture de Satō-Tate
En mathématiques, la conjecture de Satō-Tate, due à Mikio Satō et John Tate (indépendamment, aux environs de 1960, et publiée quelque temps plus tard), est un énoncé statistique à propos de la famille des courbes elliptiques Ep sur le corps fini à p éléments, avec p un nombre premier, obtenues à partir d'une courbe elliptique E sur le corps des nombres rationnels, par le processus de réduction modulo un nombre premier (en) pour presque tout p. Si Np désigne le nombre de points sur Ep, la conjecture donne une réponse à la distribution du terme du deuxième ordre pour Np. Le théorème de Hasse implique que {\displaystyle {\frac {N_{p}}{p}}=1+O\left({\frac {1}{\sqrt {p}}}\right)\,} lorsque p tend vers l'infini ; l'objectif de la conjecture est de prédire comment le terme O varie.

## Énoncé rigoureux de la conjecture
Soit θp la solution de l'équation
{\displaystyle p+1-N_{p}=2{\sqrt {p}}\cos {\theta _{p}}~~(0\leq \theta _{p}\leq \pi )}
et  E une courbe elliptique n'admettant pas de multiplication complexe. Alors, pour deux réels quelconques α et β tels que 0 ≤ α < β ≤ π,
{\displaystyle \lim _{N\to \infty }{\frac {\#\{p\leq N:\alpha \leq \theta _{p}\leq \beta \}}{\#\{p\leq N\}}}={\frac {2}{\pi }}\int _{\alpha }^{\beta }\sin ^{2}\theta \,d\theta }
(dans le cas où E possède une multiplication complexe, la conjecture est remplacée par une autre loi, plus simple).

## Détails
Il s'agit d'un résultat asymptotique : le  théorème des restes chinois permet de montrer que l'on peut imposer arbitrairement les  M premiers Ep, pour tout entier M fixé, en choisissant convenablement la  courbe elliptique E.
Le théorème de Hasse permet de prouver que {\displaystyle -{\frac {1}{2}}(N_{p}-(p+1))/{\sqrt {p}}\,}
peut être exprimé sous la forme {\displaystyle \cos \theta } pour un angle {\displaystyle \theta } ; en termes géométriques, il existe deux valeurs propres conjuguées contribuant au reste et avec le dénominateur donné ci-dessus, elles sont de module 1. La conjecture de Satō-Tate, lorsque E n'a pas de multiplication complexe, établit que la mesure de probabilité de {\displaystyle \theta \,} est proportionnelle à
{\displaystyle \sin ^{2}\theta ~\mathrm {d} \theta .}

## Les résultats de Taylor
En 2006, Richard Taylor, de l'université Harvard, a annoncé sur sa page web une démonstration, en collaboration avec Laurent Clozel, Michael Harris et Nicholas Shepherd-Barron (en), de la conjecture de Satō-Tate pour les courbes elliptiques sur les corps totalement réels satisfaisant une certaine condition : d'avoir une réduction multiplicative en un certain nombre premier. C’est-à-dire, pour un certain p où E a une mauvaise réduction (en) (et au moins pour les courbes elliptiques sur les nombres rationnels, il existe de tels p), le type dans la fibre singulière du modèle de Néron (en) est multiplicatif, plutôt qu'additif. En pratique, ceci est un cas typique, donc cette condition peut être considérée comme peu restrictive.
En 2009, la forme exacte donnée dans le premier paragraphe a été démontrée par Richard Taylor avec la collaboration de Michael Harris, et de deux de ses étudiants T. Barnet-Lamb et D. Geraghty.

## Généralisation
Il existe des généralisations, impliquant la distribution des éléments de Frobenius dans les groupes de Galois impliqués dans les représentations de Galois sur la cohomologie étale. En particulier, il existe une théorie conjecturale pour les courbes de genre > 1. 
La forme de la distribution conjecturée est quelque chose qui peut être lue à partir de la géométrie des groupes de Lie d'un cas donné ; de sorte qu'en termes généraux, il existe un raisonnement pour cette distribution particulière. En fait, cette distribution se décrit de manière naturelle : c'est la mesure image, sur l'espace des classes de conjugaison, de la mesure de Haar du groupe de Lie compact considéré. On trouve le cas classique pour SU(2), avec la paramétrisation naturelle de ses classes de conjugaisons.

## Questions plus précises
Il existe des énoncés plus raffinés. La conjecture de Lang-Trotter (1976) de Serge Lang et Hale Trotter prédit le nombre asymptotique de nombres premiers p avec une valeur donnée de {\displaystyle a_{p}\,}, la trace de Frobenius qui apparaît dans la formule. Pour le cas typique (pas de multiplication complexe, trace ≠ 0) leur formule établit que le nombre de p jusqu'à X est asymptotiquement
{\displaystyle C\times {\frac {\sqrt {X}}{\log X}}\,}
avec une constante C précise. Neal Koblitz (1988) a fourni des conjectures détaillées pour le cas d'un nombre premier q de points sur Ep, motivé par la cryptographie sur les courbes elliptiques.